# Mamalogie

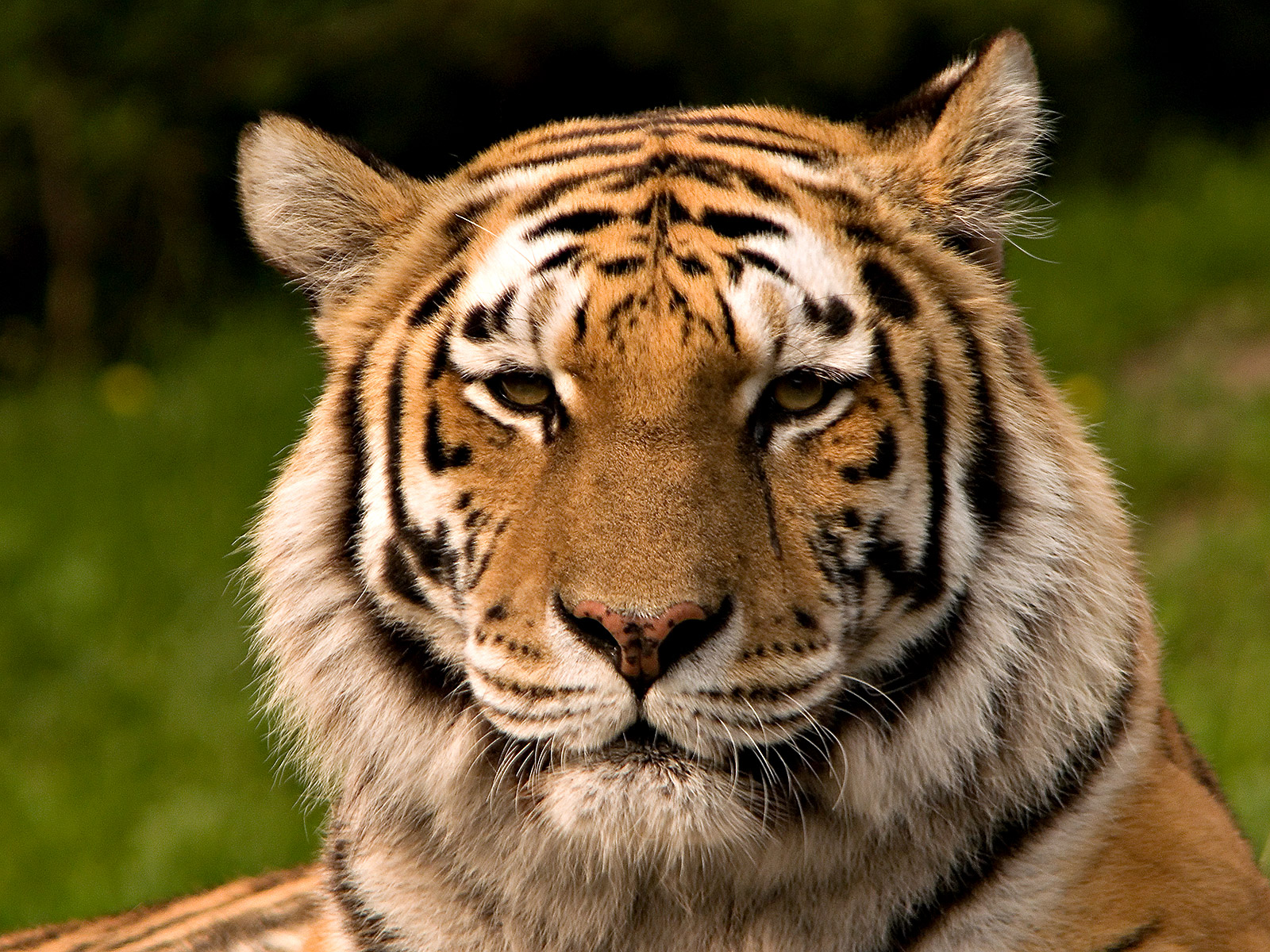
Tigru siberian

Mamalogia este o ramură a zoologiei care se ocupă cu studiul mamiferelor.